# Toveren (Herman van Veen)
Toveren is een single uit 1987 van Herman van Veen. Het verscheen niet op een regulier studioalbum, maar op het verzamelalbum 20 Jaar Herman van Veen - In Vogelvlucht.
Toveren is een lied geschreven door Henk Temming en Henk Westbroek, leden en schrijvers van Het Goede Doel. De zang op de achtergrond is ingezongen door kinderkoor de Waagzangertjes. Het lied werd geproduceerd door Sander van Herk, gitarist bij Het Goede Doel. Het lied heeft dan ook het opvallende tekstidioom dat de muziek van Het Goede Doel kenmerkte:
Als hij kon toveren
kwam alles voor elkaar
Als hij kon toveren
was niemand de sigaar
De B-kant Ochtend in de stad over de start van de dag was van het haast vaste schrijverskoppel van destijds Willem Wilmink en Herman van Veen zelf.

## Covers
- De Amerikaanse zanger Joe Bourne nam Toveren in 1989 op als The Magic Man voor zijn album Bourne in Holland met Engelse vertalingen van Nederpopklassiekers.
- De Vlaming Maarten Cox, deelnemer aan Idool 2004, nam het nummer op voor zijn coveralbum Terugblik, dat een bescheiden succes was in België.
- Het nummer Goochelaar van Prins S. en De Geit (2024) refereert in diverse regels aan Toveren.

## Hitnotering

### Nederlandse Top 40
| Positie: | 40 | 36 | 39 | uit |

### NederlandseNationale Hitparade Top 100
| Positie: | 72 | 51 | 45 | 46 | 52 | 62 | 69 | uit |

### BelgischeBRT Top 30
| Positie: | 27 | uit |

### VlaamseUltratop 30
| Positie: | 35 | uit |

### NPO Radio 2 Top 2000
| Nummer met noteringen in de NPO Radio 2 Top 2000 | '99 | '00-'01 | '02  | '03  | '04  | '05  | '06  | '07  | '08  | '09  | '10  | '11  | '12  | '13  | '14  | '15  | '16  | '17  | '18  | '19  | '20  | '21  |
| ------------------------------------------------ | --- | ------- | ---- | ---- | ---- | ---- | ---- | ---- | ---- | ---- | ---- | ---- | ---- | ---- | ---- | ---- | ---- | ---- | ---- | ---- | ---- | ---- |
| Toveren                                          | 865 | -       | 1384 | 1237 | 1142 | 1074 | 1346 | 1033 | 1200 | 1226 | 1307 | 1368 | 1584 | 1596 | 1753 | 1722 | 1707 | 1872 | 1611 | 1919 | 1880 | 1895 |

1. ↑  Een '-' betekent dat het nummer niet was genoteerd en een vetgedrukt getal geeft de hoogste notering aan.
2. ↑  Deze tabel is bijgewerkt tot en met de laatste editie (2024).